# Torneio de Roland Garros de 2011
O Torneio de Roland Garros de 2011 foi um torneio de tênis disputado nas quadras de saibro do Stade Roland Garros, em Paris, na França, entre 22 de maio e 5 de junho. Corresponde à 44ª edição da era aberta e à 110ª de todos os tempos.

## Pontuação e premiação

### Distribuição de pontos
ATP e WTA informam suas pontuações em Grand Slam, distintas entre si, em simples e em duplas. A ITF responde exclusivamente pelos juvenis e cadeirantes.
Considerados torneios amistosos, os de duplas mistas e lendárias não geram pontos.
No juvenil, os simplistas jogam duas fases de qualificatório, mas só os que passam à chave principal pontuam. Em duplas, a pontuação é por jogador. Os campeões de ambas modalidades recebem pontos adicionais de bônus (os valores da tabela já somam as duas pontuações).

#### Profissional
| Evento            | V    | F    | SF  | QF  | R16 | R32 | R64 | R128 | Q  | Q3 | Q2 | Q1 |
| Simples masculino | 2000 | 1200 | 720 | 360 | 180 | 90  | 45  | 10   | 25 | 16 | 8  | 0  |
| Duplas masculinas | 2000 | 1200 | 720 | 360 | 180 | 90  | 0   | —    | —  | —  | —  | —  |
| Simples feminino  | 2000 | 1400 | 900 | 500 | 280 | 160 | 100 | 5    | 60 | 50 | 40 | 2  |
| Duplas femininas  | 2000 | 1400 | 900 | 500 | 280 | 160 | 5   | —    | —  | —  | —  | —  |

| Evento            | V   | F   | SF  | QF | R16 | R32 | R64 | Q  | Q2 | Q1 |
| Simples Masculino | 500 | 180 | 120 | 80 | 50  | 30  | 25* | 20 | 0  | 0  |
| Simples Feminino  | 500 | 180 | 120 | 80 | 50  | 30  | 25* | 20 | 0  | 0  |
| Duplas Masculinas | 360 | 120 | 80  | 50 | 30  | 0   | —   | —  | —  | —  |
| Duplas Femininas  | 360 | 120 | 80  | 50 | 30  | 0   | —   | —  | —  | —  |

| Evento  | V   | F   | SF  | QF  |
| Simples | 800 | 500 | 375 | 100 |
| Duplas  | 800 | 500 | 100 | —   |

### Premiação
A premiação geral aumentou 4,2% em relação a 2010. Os títulos de simples tiveram um acréscimo de € 80.000 cada.
O número de participantes em simples se difere somente na fase qualificatória (128 homens contra 96 mulheres). Os valores para duplas são por par. Diferentemente da pontuação, não há recompensa aos vencedores do qualificatório.
As duplas lendárias jogam três eventos: acima e abaixo de 45 anos no masculino e sem limite de idade no feminino. Homens ganham mais que as mulheres. Os juvenis não são pagos.
| Evento                          | V           | F         | SF        | QF        | Últimos 16 | Últimos 32 | Últimos 64 | Últimos 128 | Q3        | Q2        | Q1        |
| Contemplados                    | 1           | 1         | 2         | 4         | 8          | 16         | 32         | 64          | 16H / 12M | 32H / 24M | 64H / 48M |
| Simples (2)                     | € 1.200.000 | € 600.000 | € 300.000 | € 150.000 | € 75.000   | € 42.000   | € 25.000   | € 15.000    | € 8.000   | € 4.000   | € 2.500   |
| Duplas (2)                      | € 330.000   | € 165.000 | € 82.500  | € 42.000  | € 22.000   | € 12.000   | € 7.500    | —           | —         | —         | —         |
| Duplas mistas                   | € 100.000   | € 50.000  | € 25.000  | € 13.000  | € 7.000    | € 3.500    | —          | —           | —         | —         | —         |
| Simples cadeirante (2)          | € 15.000    | € 7.500   | € 4.000   | € 2.500   | —          | —          | —          | —           | —         | —         | —         |
| Duplas cadeirantes (2)          | € 5.000     | € 2.500   | € 1.500   | —         | —          | —          | —          | —           | —         | —         | —         |
| Duplas lendárias masculinas (2) | € 35.000    | € 25.000  | € 20.000* | € 16.000* | —          | —          | —          | —           | —         | —         | —         |
| Duplas lendárias femininas      | € 30.000    | € 24.000  | € 20.000* | € 16.000* | —          | —          | —          | —           | —         | —         | —         |

Total dos eventos: € 16.520.000
Per diem (estimado): € 1.000.000
Total da premiação: € 17.520.000

## Finais

### Profissional
| Categoria | Evento    | Campeã(s)(o/ões)                 | Vice-campeã(s)(o/ões)                | Resultado          | Chave(s)  | Chave(s)       |
| --------- | --------- | -------------------------------- | ------------------------------------ | ------------------ | --------- | -------------- |
| Simples   | Masculino | Rafael Nadal                     | Roger Federer                        | 7–5, 7–6, 5–7, 6–1 | principal | qualificatório |
| Simples   | Feminino  | Li Na                            | Francesca Schiavone                  | 6–4, 7–60          | principal | qualificatório |
| Duplas    | Masculino | Max Mirnyi Daniel Nestor         | Juan Sebastián Cabal Eduardo Schwank | 7–63, 3–6, 6–4     | principal | principal      |
| Duplas    | Feminino  | Andrea Hlaváčková Lucie Hradecká | Sania Mirza Elena Vesnina            | 6–4, 6–3           | principal | principal      |
| Duplas    | Misto     | Casey Dellacqua Scott Lipsky     | Katarina Srebotnik Nenad Zimonjić    | 7–66, 4–6, [10–7]  | principal | principal      |

### Juvenil
| Categoria | Evento    | Campeã(s)(o/ões)                  | Vice-campeã(s)(o/ões)          | Resultado         | Chave(s)  | Chave(s)       |
| --------- | --------- | --------------------------------- | ------------------------------ | ----------------- | --------- | -------------- |
| Simples   | Masculino | Bjorn Fratangelo                  | Dominic Thiem                  | 3–6, 6–3, 8–6     | principal | qualificatório |
| Simples   | Feminino  | Ons Jabeur                        | Mónica Puig                    | 7–68, 6–1         | principal | qualificatório |
| Duplas    | Masculino | Andrés Artuñedo Roberto Carballes | Mitchell Krueger Shane Vinsant | 5–7, 7–65, [10–5] | principal | principal      |
| Duplas    | Feminino  | Irina Khromacheva Maryna Zanevska | Victoria Kan Demi Schuurs      | 6–4, 7–5          | principal | principal      |

### Cadeirante
| Categoria | Evento    | Campeã(s)(o/ões)               | Vice-campeã(s)(o/ões)          | Resultado        | Chave     |
| --------- | --------- | ------------------------------ | ------------------------------ | ---------------- | --------- |
| Simples   | Masculino | Maikel Scheffers               | Nicolas Peifer                 | 7–63, 6–3        | principal |
| Simples   | Feminino  | Esther Vergeer                 | Marjolein Buis                 | 6–0, 6–2         | principal |
| Duplas    | Masculino | Shingo Kunieda Nicolas Peifer  | Robin Ammerlaan Stefan Olsson  | 6–2, 6–3         | principal |
| Duplas    | Feminino  | Esther Vergeer Sharon Walraven | Jiske Griffioen Aniek van Koot | 5–7, 6–4, [10–5] | principal |

### Outros eventos
| Categoria        | Evento                      | Campeã(s)(o/ões)                 | Vice-campeã(s)(o/ões)            | Resultado        | Chave     |           |
| ---------------- | --------------------------- | -------------------------------- | -------------------------------- | ---------------- | --------- | --------- |
| Duplas lendárias | Masculino acima de 45 anos  | Guy Forget Henri Leconte         | Andrés Gómez John McEnroe        | 6–3, 5–7, [10–8] | principal | principal |
| Duplas lendárias | Masculino abaixo de 45 anos | Fabrice Santoro Todd Woodbridge  | Arnaud Boetsch Cédric Pioline    | 6–2, 6–4         | principal | principal |
| Duplas lendárias | Feminino                    | Lindsay Davenport Martina Hingis | Martina Navrátilová Jana Novotná | 6–1, 6–2         | principal | principal |